# Henri Skiba
Pour les articles homonymes, voir Skiba.
Henri Skiba (en allemand Heinrich Skiba) est un footballeur international français d'origine allemande né le 14 juillet 1927 à Beuthen en Allemagne (aujourd'hui Bytom en Pologne), et décédé le 11 mars 2018 à Moissannes.

## Biographie
Né en Allemagne mais naturalisé français, au moment de la Seconde Guerre mondiale à même pas 18 ans. Il porte l’uniforme bleu de la Kriegsmarine. Le gigantesque reflux de début 1945 voit militaires et civils fuir l’avancée des troupes soviétiques dans l’affolement, une débandade générale à laquelle n’échappe pas le soldat Skiba. On retrouve sa trace dans la bourgade bavaroise de Deggendorf, où il rechausse les crampons dès son élargissement, au poste d’attaquant de pointe. 

### Carrière de joueur
Ancien attaquant notamment à l'AS Monaco, au RC Strasbourg avec Jean Wendling, Lucien Muller, Milner Ayala ou Ernst Stojaspal. Puis il est au Nîmes Olympique, il a marqué 109 buts en Division 1. Dans le Gard, où il est resté trois saisons, cet attaquant a été trois fois vice-champion de France. Henri Skiba s’épanouit aux côtés du Marocain Hassan Akesbi et de Bernard Rahis. Il a également joué une finale de coupe de France, perdue en 1958 face au Stade de Reims de Just Fontaine, (1-3). La décennie 1960, les coéquipiers de Pierre Barlaguet font désormais partie des grosses équipes françaises. Mais finalement, du championnat c’est le Stade de Reims de Raymond Kopa, Just Fontaine, Paul Sauvage ou encore Léon Glovacki qui décroche le titre et Nîmes finit deuxième pour la troisième année consécutive. Lors de l’exercice 1960-61, le Nîmes Olympique s’essouffle un peu, du moins en championnat. Le club ne lutte pas pour le titre. Il faut dire que certains cadres sont partis. Emilio Salaber à Sedan, Skiba à Sochaux. Ces départs ne sont pas vraiment compensés par des arrivées dont Serge Bourdoncle. les Crocos cèdent du terrain mais ils sont toujours leader de la dernière journée du Championnat de France de football 1961-1962. L’occasion est trop belle. Il suffit de battre le Stade-Français, alors 13e du championnat et qui ne joue plus rien. Pourtant l’impensable se produit et la maudite équipe Nîmoise s’incline sur un but de Skiba, son ancien joueur. Reims en profite et les Crocos termine 3e. Il termine sa carrière au FC La Chaux-de-Fonds, comme entraîneur joueur. Après sa carrière il est devenu pisciculteur,,.

### Carrière d'entraîneur
Il devient ensuite entraîneur, d'abord en Suisse, puis en France.

## Palmarès
- Vice-champion de France en 1958, 1959 et 1960 (avec le Nîmes Olympique)
- Finaliste de la Coupe de France 1958 (avec le Nîmes Olympique)
- Champion de Suisse en 1964 (avec le FC La Chaux-de-Fonds)
- Finaliste de la Coupe de Suisse en 1964 (avec le FC La Chaux-de-Fonds)